# Biegi narciarskie na mistrzostwach świata juniorów w narciarstwie klasycznym – kategoria juniorów
Mistrzostwa świata juniorów w biegach narciarskich są częścią mistrzostw świata juniorów w narciarstwie klasycznym. Oficjalnie po raz pierwszy odbyły się w 1977 roku w szwajcarskim Sainte-Croix, a po roku przerwy, od 1979 roku odbywają się co roku. Mistrzostwa świata poprzedzone były mistrzostwami Europy (w których zawodnicy spoza Europy nie mogli startować), które rozgrywane były w latach 1968-1978.
Podczas pierwszej edycji w programie znalazły się indywidualny bieg krótki oraz sztafeta w formacie 3 × 5 km. Od 1986 roku rozgrywane są indywidualne biegi długie, a format sztafety zmieniono na 3 × 10 km. Od 1989 roku sztafety męskie odbywały się w formacie 4 × 10 km. Od 2000 roku rozgrywane są sprinty. W latach 2005–2018 biegi długie były rozgrywane jako biegi łączone 2 × 10 km. Kolejna zmiana miała miejsce w 2006 roku, kiedy ponownie zmieniono format sztafet. Od tego czasu sztafety męskie rozgrywane są na dystansie 4 × 5 km.

## Wyniki

### Biegi krótkie
Dystans 15 km w latach 1977–1985, 10 km od 1986 roku.
| rok  | miasto                | złoty medal            | srebrny medal         | brązowy medal            |
| ---- | --------------------- | ---------------------- | --------------------- | ------------------------ |
| 1977 | Sainte-Croix          | Iwan Lebanow           | Anatolij Iwanow       | Leonid Olisin            |
| 1979 | Mont-Sainte-Anne      | Thomas Eriksson        | Aleksandr Czajko      | Aleksandr Kutukin        |
| 1980 | Örnsköldsvik          | Aleksandr Czajko       | Jurij Burłakow        | Aleksandr Kozieł         |
| 1981 | Schonach              | Lars-Göran Dahl        | Arild Monsen          | Gunde Svan               |
| 1982 | Murau                 | Andriej Astaszkin      | Erik Östlund          | Władimir Smirnow         |
| 1983 | Kuopio                | Aleksandr Uszkalenko   | Władimir Smirnow      | Andriej Astaszkin        |
| 1984 | Trondheim             | Holger Bauroth         | Władimir Smirnow      | Aleksandr Uszkalenko     |
| 1985 | Täsch                 | Giennadij Łazutin      | Holger Bauroth        | Leonid Turczin           |
| 1986 | Lake Placid           | Giennadij Łazutin      | Siergiej Kiczkin      | Erling Jevne             |
| 1987 | Asiago                | Gierman Karaczewski    | Mika Kuusisto         | Andriej Kiriłłow         |
| 1988 | Saalfelden            | Gierman Karaczewski    | Maksim Kozłow         | Michael Knoth            |
| 1989 | Hamar                 | Władimir Isupow        | Niklas Jonsson        | Karri Hietamäki          |
| 1990 | Les Saisies           | Jiří Kvapil            | Wiktor Torczinski     | Stefan Alraun            |
| 1991 | Reit im Winkl         | Thomas Alsgaard        | Marcus Sonnefeldt     | Sami Repo                |
| 1992 | Vuokatti              | Mathias Fredriksson    | Thomas Alsgaard       | Ryszard Łabaj            |
| 1993 | Harrachov             | Mathias Fredriksson    | Lars Carlsson         | Thobias Fredriksson      |
| 1994 | Breitenwang           | Grigorij Gutnikow      | Agostino Filippa      | Mitsuo Horigome          |
| 1995 | Gällivare             | Roman Mironow          | Ivan Bátory           | Thobias Fredriksson      |
| 1996 | Asiago                | Per Elofsson           | Martin Bajčičák       | Bruno Carrara            |
| 1997 | Canmore               | Bruno Carrara          | Nikołaj Bolszakow     | Biagio di Santo          |
| 1998 | Sankt Moritz          | Andreas Koiser         | Ivan Margaroli        | Martin Koukal            |
| 1999 | Saalfelden            | Axel Teichmann         | Mathias Almgren       | Jens Filbrich            |
| 2000 | Szczyrbskie Jezioro   | Ron Spanuth            | Dmitrij Tyszkin       | Jewgienij Stiepanow      |
| 2001 | Karpacz               | Kristian Horntvedt     | Pawieł Troszkin       | Sami Jauhojärvi          |
| 2002 | Schonach              | Kristian Horntvedt     | Johan Höök            | Aleksiej Trusow          |
| 2003 | Sollefteå             | Jewgienij Diemientjew  | Jewgienij Koszewoj    | Maksim Bułgakow          |
| 2004 | Stryn                 | Franz Göring           | Jewgienij Koszewoj    | Nikołaj Moriłow          |
| 2005 | Rovaniemi             | Petter Northug         | Keishin Yoshida       | Emil Hegle Svendsen      |
| 2006 | Kranj                 | Petter Northug         | Martin Jakš           | Dario Cologna            |
| 2007 | Tarvisio              | Martti Jylhä           | Aleksiej Połtoranin   | Alex Harvey              |
| 2008 | Malles Venosta        | Hans Christer Holund   | Alex Harvey           | Tim Tscharnke            |
| 2009 | Praz de Lys – Sommand | Piotr Siedow           | Andriej Kalsin        | Pawieł Wikulin           |
| 2010 | Hinterzarten          | Pål Golberg            | Jewgienij Biełow      | Piotr Siedow             |
| 2011 | Otepää                | Sindre Bjørnestad Skar | Markus Weeger         | Perttu Hyvärinen         |
| 2012 | Erzurum               | Siergiej Ustiugow      | Jermił Wokujew        | Sindre Bjørnestad Skar   |
| 2013 | Liberec               | Dmitrij Rostowcew      | Artiom Malcew         | Martin Weisheit          |
| 2014 | Val di Fiemme         | Roman Kajgarodow       | Jens Burman           | Petter Reistad           |
| 2015 | Ałmaty                | Aleksiej Czerwotkin    | Dienis Spicow         | Aleksandr Bakanow        |
| 2016 | Râșnov                | Johannes Høsflot Klæbo | Magnus Kim            | Lauri Lepistö            |
| 2017 | Park City             | Władisław Wieczkanow   | Jegor Kazarinow       | Jarosław Ryboczkin       |
| 2018 | Kandersteg            | Jon Rolf Skamo Hope    | Siergiej Ardaszew     | Jørgen Lippert           |
| 2019 | Lahti                 | Jules Chappaz          | Aleksandr Tierientjew | Iver Tildheim Andersen   |
| 2020 | Oberwiesenthal        | Gus Schumacher         | Friedrich Moch        | Davide Graz              |
| 2021 | Vuokatti              | Martin Kirkeberg Mørk  | Alexander Ståhlberg   | Olivier Léveillé         |
| 2022 | Lygna                 | Sawielij Korostielow   | Niko Anttola          | Aleksandr Iwszin         |
| 2023 | Whistler              | Niko Anttola           | Lars Heggen           | Thomas Linnebo Mollestad |

### Biegi długie
30 km w latach 1986-2004 i od 2019, 2 × 10 km w latach 2005-2018.
| rok  | miasto                | złoty medal             | srebrny medal         | brązowy medal           |
| ---- | --------------------- | ----------------------- | --------------------- | ----------------------- |
| 1986 | Lake Placid           | Giennadij Łazutin       | Markus Gandler        | Paolo Riva              |
| 1987 | Asiago                | Kalikan Nagombajew      | Silvio Fauner         | Øyvind Skaanes          |
| 1988 | Saalfelden            | Aleksandr Karaczewski   | Fulvio Valbusa        | Lars-Erik Ramström      |
| 1989 | Hamar                 | Johann Mühlegg          | Bertram Seidel        | Roberto De Zolt         |
| 1990 | Les Saisies           | Johann Mühlegg          | Anders Eide           | Walerij Rodochlebow     |
| 1991 | Reit im Winkl         | Thomas Alsgaard         | Cédric Vallet         | Mychajło Artiuchow      |
| 1992 | Vuokatti              | Mathias Fredriksson     | Giorgio Di Centa      | Stanislav Ježík         |
| 1993 | Harrachov             | Kjetil Juul Pedersen    | Remi Andersen         | Mathias Fredriksson     |
| 1994 | Breitenwang           | Mitsuo Horigome         | Masaaki Kozu          | Tor Arne Hetland        |
| 1995 | Gällivare             | Pietro Broggini         | Fabio Santus          | Tore Bjonviken          |
| 1996 | Asiago                | Fabio Santus            | Per Elofsson          | Martin Bajčičák         |
| 1997 | Canmore               | Per Elofsson            | Lukáš Bauer           | Martin Koukal           |
| 1998 | Sankt Moritz          | Aleksiej Łuszkin        | Aleksandr Nikitienko  | Krister Trondsen        |
| 1999 | Saalfelden            | Jussi Ylimäki           | Tore Ruud Hofstad     | Jens Filbrich           |
| 2000 | Szczyrbskie Jezioro   | René Reisshauer         | Wasilij Roczew        | Dmitrij Tyszkin         |
| 2001 | Karpacz               | Sami Jauhojärvi         | Aleksiej Trusow       | Benoît Chauvet          |
| 2002 | Schonach              | Aivar Rehemaa           | Maksim Bułgakow       | Eivind Juul Pedersen    |
| 2003 | Sollefteå             | Chris Jespersen         | Aleksiej Pietuchow    | Jewgienij Diemientjew   |
| 2004 | Stryn                 | Anatolij Nieuczesow     | Curdin Perl           | Franz Göring            |
| 2005 | Rovaniemi             | Petter Northug          | Toni Närväinen        | Michaił Diewiatjarow    |
| 2006 | Kranj                 | Petter Northug          | Ilja Czernousow       | Martin Jakš             |
| 2007 | Tarvisio              | Eirik Kurland Olsen     | Sjur Røthe            | Alex Harvey             |
| 2008 | Malles Venosta        | Philipp Marschall       | Piotr Siedow          | Andriej Gridin          |
| 2009 | Praz de Lys – Sommand | Piotr Siedow            | Raul Szakirzianow     | Hans Christer Holund    |
| 2010 | Hinterzarten          | Piotr Siedow            | Petrică Hogiu         | Finn Hågen Krogh        |
| 2011 | Otepää                | Markus Weeger           | Konstantin Kulejew    | Perttu Hyvärinen        |
| 2012 | Erzurum               | Siergiej Ustiugow       | Artiom Malcew         | Sindre Bjørnestad Skar  |
| 2013 | Liberec               | Dmitrij Rostowcew       | Artiom Malcew         | Aleksiej Czerwotkin     |
| 2014 | Val di Fiemme         | Eirik Sverdrup Augdal   | Aleksiej Czerwotkin   | Johan Hoel              |
| 2015 | Ałmaty                | Aleksiej Czerwotkin     | Iwan Jakimuszkin      | Dienis Spicow           |
| 2016 | Râșnov                | Iwan Jakimuszkin        | Mattis Stenshagen     | Dienis Spicow           |
| 2017 | Park City             | Władisław Wieczkanow    | Thomas Helland Larsen | Harald Østberg Amundsen |
| 2018 | Kandersteg            | Harald Østberg Amundsen | Jon Rolf Skamo Hope   | Jørgen Lippert          |
| 2019 | Lahti                 | Luca del Fabro          | Håvard Moseby         | Cyril Fähndrich         |
| 2020 | Oberwiesenthal        | Iver Tildheim Andersen  | Friedrich Moch        | Martin Kirkeberg Mørk   |
| 2021 | Vuokatti              | Aleksandr Iwszin        | Jan-Friedrich Dörks   | Alexander Ståhlberg     |
| 2022 | Lygna                 | Aleksandr Iwszin        | Sawielij Korostielow  | Nikita Dienisow         |
| 2023 | Whistler              | Mathias Holbæk          | Niko Anttola          | Kristian Kollerud       |

### Sprint
| rok  | miasto                | złoty medal                | srebrny medal          | brązowy medal           |
| ---- | --------------------- | -------------------------- | ---------------------- | ----------------------- |
| 2000 | Szczyrbskie Jezioro   | Siergiej Nowikow           | Oldřich Hakl           | Dirk Klessen            |
| 2001 | Karpacz               | Johannes Bredl             | John Kristian Dahl     | Fredrik Byström         |
| 2002 | Schonach              | Johannes Bredl             | Ulrich Eger            | Fredrik Byström         |
| 2003 | Sollefteå             | Johan Kjølstad             | Erik Bakkejord         | Sylvain Fanjas Claret   |
| 2004 | Stryn                 | Robin Bryntesson           | Ville Verkama          | Martin Stockinger       |
| 2005 | Rovaniemi             | Even Sletten               | Petter Northug         | Emil Jönsson            |
| 2006 | Kranj                 | Petter Northug             | Daniel Heun            | Anton Smirnow           |
| 2007 | Tarvisio              | Iwan Iwanow                | Martti Jylhä           | Eirik Sæves             |
| 2008 | Malles Venosta        | Calle Halfvarsson          | Jesper Modin           | Raul Szakirzianow       |
| 2009 | Praz de Lys – Sommand | Aleksandr Panżynski        | Timo André Bakken      | Kohhei Shimizu          |
| 2010 | Hinterzarten          | Tomas Northug              | Pål Golberg            | Federico Pellegrino     |
| 2011 | Otepää                | Siergiej Ustiugow          | Sondre Turvoll Fossli  | Gleb Rietiwych          |
| 2012 | Erzurum               | Siergiej Ustiugow          | Sindre Bjørnestad Skar | Sondre Turvoll Fossli   |
| 2013 | Liberec               | Lennart Metz               | Wadim Korolew          | Bjørn Vidar Suhr        |
| 2014 | Val di Fiemme         | Jean Tiberghien            | Oskar Svensson         | Joni Maki               |
| 2015 | Ałmaty                | Fredrik Riseth             | Aleksandr Bakanow      | Johannes Høsflot Klæbo  |
| 2016 | Râșnov                | Johannes Høsflot Klæbo     | Magnus Kim             | Giacomo Gabrielli       |
| 2017 | Park City             | Janosch Brugger            | Petter Stakston        | Herman Martens Meyer    |
| 2018 | Kandersteg            | Tom Mancini                | Jørgen Lippert         | Valerio Grond           |
| 2019 | Lahti                 | Aleksandr Tierientjew      | Ansgar Evensen         | Håkon Skaanes           |
| 2020 | Oberwiesenthal        | Ansgar Evensen             | Valerio Grond          | Maxim Cervinka          |
| 2021 | Vuokatti              | Nillo Moilanen             | Lars Agnar Hjelmeset   | Emil Danielsson         |
| 2022 | Lygna                 | Johannes Lønnestad Flaaten | Elia Barp              | Aleksander Elde Holmboe |
| 2023 | Whistler              | Anton Grahn                | Elias Danielsson       | Eero Rantala            |

### Sztafeta
| rok  | miejsce               | złoty medal                                                                                           | srebrny medal                                                                                        | brązowy medal                                                                                            |
| 1977 | Sainte-Croix          | ZSRR Aleksandr Ponomariow · Leonid Olisin · Anatolij Iwanow                                           | NRD Peter Anders · Gerald Freyer · Karsten Brandt                                                    | Finlandia Vesa Kulju · Antero Pietela · Eero Niskanen                                                    |
| 1979 | Mont-Sainte-Anne      | ZSRR Siergiej Ticzkow · Aleksandr Czajko · Aleksandr Kutukin                                          | Szwecja Sven-Eric Danielsson · Jan Ottosson · Thomas Eriksson                                        | Norwegia Pål Gunnar Mikkelsplass · Hans Erik Tofte · Martin Hole                                         |
| 1980 | Örnsköldsvik          | ZSRR Aleksandr Kozieł · Jurij Burłakow · Aleksandr Czajko                                             | Szwecja Jan Ottosson · Gunde Svan · Lars-Göran Dahl                                                  | Norwegia Arne Vidar Olsen · Hans Erik Tofte · Pål Gunnar Mikkelsplass                                    |
| 1981 | Schonach              | Norwegia Reidar Bjørkli · Arild Monsen · Pål Gunnar Mikkelsplass                                      | Szwecja Lars-Göran Dahl · Anders Larsson · Gunde Svan                                                | NRD Uwe Bellmann · Stefan Schicker · Frank Schröder                                                      |
| 1982 | Murau                 | Szwecja Erik Östlund · Lars Håland · Gunde Svan                                                       | Norwegia Bjørn-Olav Norbye · Vegard Ulvang · Arild Monsen                                            | ZSRR Andriej Astaszkin · Michaił Mumorcew · Władimir Smirnow                                             |
| 1983 | Kuopio                | ZSRR Andriej Astaszkin · Aleksandr Uszkalenko · Władimir Smirnow                                      | Norwegia Terje Langli · Hans Christian Udnes · Vegard Ulvang                                         | NRD Holger Bauroth · Michael Hermann · Uwe Wünsch                                                        |
| 1984 | Trondheim             | ZSRR Giennadij Łazutin · Aleksandr Uszkalenko · Władimir Smirnow                                      | NRD Uwe Leipold · Jens Lautner · Holger Bauroth                                                      | Szwajcaria Hanspeter Furger · Jeremias Wigger · Jürg Capol                                               |
| 1985 | Täsch                 | ZSRR Jurij Tarasow · Leonid Turczin · Giennadij Łazutin                                               | Norwegia Per-Kåre Jakobsen · Sturla Brørs · Terje Langli                                             | Austria Alois Schwarz · Markus Gandler · Andre Blatter                                                   |
| 1986 | Lake Placid           | ZSRR Andriej Kiriłłow · Giennadij Łazutin · Siergiej Kiczkin                                          | Norwegia Erling Jevne · Tom Røsaasen · Erling Hagen                                                  | Finlandia Marko Mehtonen · Mika Kuusisto · Jari Räsänen                                                  |
| 1987 | Asiago                | ZSRR Andriej Kiriłłow · Kalikan Nagombajew · Gierman Karaczewski                                      | Szwecja Anders Bergström · Johan Danielsson · Henrik Forsberg                                        | Włochy Ugo Sartor · Andrea Del Fabbro · Silvio Fauner                                                    |
| 1988 | Saalfelden            | ZSRR Maksim Kozłow · Andriej Warwarin · Gierman Karaczewski                                           | Włochy Gianpiero Macario · Gaudenzio Godioz · Silvio Fauner                                          | Szwecja Anders Bergström · Lars-Erik Ramström · Niklas Jonsson                                           |
| 1989 | Hamar                 | ZSRR Igor Plesowskich · Władimir Isupow · Elmo Kassin · Andriej Kukrus                                | NRD Ronny Schubert · Bertram Seidel · Janko Neuber · Mario Möller                                    | Czechosłowacja Tomáš Čáslavský · Martin Hušek · Milan Koutský · Karel Raabe                              |
| 1990 | Les Saisies           | NRD Jens Dietel · Janko Neuber · Matthias Grünwald · Jens Neuber                                      | ZSRR Wiktor Torczinski · Władimir Legotin · Walerij Rodochlebow · Walerij Rudienko                   | RFN Stefan Alraun · Michael Popp · Johann Mühlegg · Peter Schlickenrieder                                |
| 1991 | Reit im Winkl         | Norwegia Odd-Bjørn Hjelmeset · Svein-Tore Samdal · Anders Eide · Thomas Alsgaard                      | ZSRR Mychajło Artiuchow · Aleksiej Drobyczew · Walerij Rodochlebow · Siergiej Krianin                | Szwecja Marcus Sonnefeldt · Johan Wiktorin · Dan Marsch · Morgan Göransson                               |
| 1992 | Vuokatti              | Szwecja Daniel Gideonsson · John Vikman · Morgan Göransson · Mathias Fredriksson                      | Finlandia Lasse Pylväs · Mika Viitala · Kim Mustonen · Aki Partanen                                  | Włochy Fabio Agostino · Reinhold Schwienbacher · Giorgio Di Centa · Cristian Zorzi                       |
| 1993 | Harrachov             | Norwegia Kjetil Juul Pedersen · Morten Aasebø · Remi Andersen · Tor Arne Hetland                      | Szwecja Thobias Fredriksson · Lars Carlsson · Fredrik Malmgren · Mathias Fredriksson                 | Finlandia Jarno Tyyskä · Mika Lindroos · Mauno Juola · Jani Talkkari                                     |
| 1994 | Breitenwang           | Japonia Takeshi Sato · Mitsuo Horigome · Masaaki Kōzu · Satoyuki Kaga                                 | Norwegia Tore Bjonviken · Frode Jermstad · Håkon Loe Johansen · Tor Arne Hetland                     | Szwecja Magnus Eriksson · Thobias Fredriksson · Jörgen Brink · Henrik Eriksson                           |
| 1995 | Gällivare             | Włochy Bruno Carrara · Pietro Broggini · Fabio Santus · Freddy Schwienbacher                          | Rosja Andriej Szlundikow · Michaił Iwanow · Roman Mironow · Grigorij Gutnikow                        | Norwegia Tore Bjonviken · Sindre Brurok · Ulf-Erik Johansen · Hallgeir Viken                             |
| 1996 | Asiago                | Rosja Witalij Dienisow · Michaił Iwanow · Wiktor Szutkin · Władimir Wilisow                           | Włochy Mirko Penasa · Bruno Carrara · Cristian Saracco · Fabio Santus                                | Szwecja Nicklas Jacobsson · Stefan Dahlsten · Tobias Långberg · Per Elofsson                             |
| 1997 | Canmore               | Włochy Biagio di Santo · Andrea Paluselli · Tullio Grandelis · Bruno Carrara                          | Rosja Tejmuraz Ouriatmkopeli · Michaił Iwanow · Aleksandr Nikitienko · Nikołaj Bolszakow             | Norwegia Krister Trondsen · Roar Hjelmeset · Tore Ruud Hofstad · Arve Skåren                             |
| 1998 | Sankt Moritz          | Czechy Norbert Pelc · Lukáš Havlin · Ondřej Bíman · Martin Koukal                                     | Norwegia Krister Trondsen · Hans Leithe · Tore Ruud Hofstad · Brynjar Skjærli                        | Włochy Ivan Margaroli · Florian Kostner · Bruno Debertolis · Loris Frasnelli                             |
| 1999 | Saalfelden            | Niemcy Jens Filbrich · René Reißhauer · Axel Teichmann · Ron Spanuth                                  | Szwecja Mathias Almgren · Fredrik Persson · Andreas Karlsson · Fredrik Östberg                       | Rosja Aleksandr Ponomarow · Siergiej Nowikow · Jewgienij Stiepanow · Anatolij Stolarow                   |
| 2000 | Szczyrbskie Jezioro   | Rosja Wasilij Roczew · Dmitrij Pirogow · Jewgienij Stiepanow · Dmitrij Tyszkin                        | Szwecja Mathias Almgren · Niklas Karlsson · Johan Olsson · Mats Larsson                              | Norwegia Roger Aa Djupvik · Espen Harald Bjerke · Lars Bergerud · Espen Emanuelsen                       |
| 2001 | Karpacz               | Rosja Nikołaj Pankratow · Pawieł Troszkin · Aleksiej Trusow · Jewgienij Diemientjew                   | Finlandia Johan Enlund · Sami Jauhojärvi · Jussi Ylimäki · Mikko Auvinen                             | Norwegia Roger Aa Djupvik · John Kristian Dahl · Øystein Solbjørg · Kristian Horntvedt                   |
| 2002 | Schonach              | Konkurs został odwołany                                                                               | Konkurs został odwołany                                                                              | Konkurs został odwołany                                                                                  |
| 2003 | Sollefteå             | Rosja Maksim Bułgakow · Artiom Norin · Jewgienij Diemientjew · Aleksiej Pietuchow                     | Norwegia Øystein Pettersen · Martin Johnsrud Sundby · Tord Asle Gjerdalen · Chris Jespersen          | Niemcy Steve Ullmann · Stefan Kirchner · Franz Göring · Eric Schneider                                   |
| 2004 | Stryn                 | Kazachstan Siergiej Czeriepanow · Aleksiej Połtoranin · Jewgienij Safonow · Jewgienij Koszewoj        | Niemcy Steve Ullmann · Stefan Kirchner · Franz Göring · Erik Hänel                                   | Rosja Wiaczesław Dwoskin · Anatolij Nieuczesow · Aleksander Parusow · Nikołaj Moriłow                    |
| 2005 | Rovaniemi             | Rosja Michaił Diewiatjarow · Ilja Czernousow · Nikołaj Chochrjakow · Jegor Sorin                      | Norwegia Kjell-Christian Markset · Petter Northug · Ronny Andre Hafsås · Emil Hegle Svendsen         | Francja Romain Vandel · Cyril Miranda · Maurice Manificat · Guilhem Alexandre                            |
| 2006 | Kranj                 | Norwegia Glenn Elvestad · Eirik Kurland Olsen · Eirik Sæves · Petter Northug                          | Rosja Nikołaj Moriłow · Jurij Winogradow · Andriej Parfionow · Ilja Czernousow                       | Czechy Aleš Razým · Jan Krška · Ondřej Horyna · Martin Jakš                                              |
| 2007 | Tarvisio              | Szwecja Jesper Modin · Patrik Karlsson · Magnus Engström · Adam Johansson                             | Rosja Iwan Iwanow · Dmitrij Wasiljew · Jewgienij Garaniczew · Andriej Parfionow                      | Austria Markus Bader · Michael Reiter · Felizian Herburger · Johannes Dürr                               |
| 2008 | Malles Venosta        | Rosja Andriej Feller · Piotr Siedow · Jewgienij Garaniczew · Raul Szakirzianow                        | Niemcy Hannes Dotzler · Thomas Bing · Philipp Marschall · Tim Tscharnke                              | Kazachstan Giennadij Matwijenko · Witalij Aleksandrow · Andriej Gridin · Mark Starostin                  |
| 2009 | Praz de Lys – Sommand | Rosja Raul Szakirzianow · Piotr Siedow · Pawieł Wikulin · Andriej Kalsin                              | Niemcy Thomas Wick · Hannes Dotzler · Thomas Bing · Tim Tscharnke                                    | Norwegia Øyvind Ytterhus Utengen · Hans Christer Holund · Finn Hågen Krogh · Tomas Northug               |
| 2010 | Hinterzarten          | Norwegia Didrik Tønseth · Pål Golberg · Tomas Northug · Finn Hågen Krogh                              | Rosja Gleb Rietiwych · Jewgienij Biełow · Aleksiej Wisienko · Piotr Siedow                           | Niemcy Thomas Wick · Lucas Bögl · Hannes Dotzler · Thomas Bing                                           |
| 2011 | Otepää                | Norwegia Emil Iversen · Erik Bergfall Brovold · Mathias Rundgreen · Sindre Bjørnestad Skar            | Rosja Gleb Rietiwych · Siergiej Ustiugow · Konstantin Kulejew · Dienis Katajew                       | Finlandia Sami Lähdemäki · Iivo Niskanen · Antti Ojansivu · Perttu Hyvärinen                             |
| 2012 | Erzurum               | Rosja Artiom Malcew · Jermił Wokujew · Dmitrij Rostowcew · Siergiej Ustiugow                          | Kazachstan Daulet Rachimbajew · Siergiej Małyszew · Nikita Tkaczenko · Roman Ragozin                 | Norwegia Sondre Turvoll Fossli · Martin Løwstrøm Nyenget · Håvard Solås Taugbøl · Sindre Bjørnestad Skar |
| 2013 | Liberec               | Rosja Aleksiej Czerwotkin · Artiom Malcew · Roman Tarasow · Dmitrij Rostowcew                         | Norwegia Bjørn Vidar Suhr · Simen Hegstad Krüger · Magne Haga · Håvard Solås Taugbøl                 | Szwecja Oskar Svensson · Marcus Ruus · Oscar Ivars · Rasmus Hornfeldt                                    |
| 2014 | Val di Fiemme         | Norwegia Eivind Krane Heimdal · Petter Reistad · Johan Hoel · Eirik Sverdrup Augdal                   | Francja Richard Jouve · Valentin Chauvin · Jules Lapierre · Jean Tiberghien                          | Rosja Aleksandr Bakanow · Roman Kajgarodow · Jewgienij Wachruszew · Aleksiej Czerwotkin                  |
| 2015 | Ałmaty                | Rosja Aleksandr Bakanow · Iwan Jakimuszkin · Dienis Spicow · Aleksiej Czerwotkin                      | Francja Valentin Chauvin · Jules Lapierre · Jean Tiberghien · Louis Schwartz                         | Norwegia Johannes Høsflot Klæbo · Ole Jørgen Bruvoll · Audun Erikstad · Gaute Kvåle                      |
| 2016 | Râșnov                | Norwegia Mattis Stenshagen · Vebjørn Hegdal · Jan Thomas Jenssen · Johannes Høsflot Klæbo             | Rosja Aleksandr Bolszunow · Iwan Kiriłłow · Dienis Spicow · Iwan Jakimuszkin                         | Francja Jules Lapierre · Martin Collet · Hugo Lapalus · Camille Laude                                    |
| 2017 | Park City             | Norwegia Herman Martens Meyer · Jon Rolf Skamo Hope · Harald Østberg Amundsen · Thomas Helland Larsen | Rosja Jegor Kazarinow · Kiriłł Kiliwniuk · Jarosław Ryboczkin · Władisław Wieczkanow                 | Francja Martin Collet · Camille Laude · Hugo Lapalus · Arnaud Chautemps                                  |
| 2018 | Kandersteg            | Norwegia Harald Østberg Amundsen · Jon Rolf Skamo Hope · Håvard Moseby · Jørgen Lippert               | Stany Zjednoczone Luke Jager · Ben Ogden · Hunter Wonders · Gus Schumacher                           | Rosja Kiriłł Kiliwniuk · Siergiej Ardaszew · Jarosław Ryboczkin · Aleksandr Tierientjew                  |
| 2019 | Lahti                 | Stany Zjednoczone Luke Jager · Ben Ogden · Johnny Hagenbuch · Gus Schumacher                          | Rosja Jegor Trefiłow · Andriej Kuzniecow · Jarosław Jegoszin · Aleksandr Tierientjew                 | Niemcy Jakob Milz · Florian Knopf · Anian Sossau · Friedrich Moch                                        |
| 2020 | Oberwiesenthal        | Stany Zjednoczone Luke Jager · Ben Ogden · Johnny Hagenbuch · Gus Schumacher                          | Kanada Xavier McKeever · Olivier Léveillé · Thomas Stephen · Remi Drolet                             | Włochy Michele Gasperi · Davide Graz · Giovanni Ticcó · Francesco Manzoni                                |
| 2021 | Vuokatti              | Norwegia Edvard Sandvik · Jonas Vika · Martin Kirkeberg Mørk · Lars Agnar Hjelmeset                   | Finlandia Niilo Moilanen · Niko Anttola · Eemil Helander · Alexander Ståhlberg                       | Włochy Michele Gasperi · Davide Graz · Giovanni Ticcó · Francesco Manzoni                                |
| 2022 | Lygna                 | Rosja Nikita Rodionow · Aleksandr Iwszin · Nikita Dienisow · Sawielij Korostielow                     | Norwegia Preben Horven · Johannes Lønnestad Flaaten · Nikolai Elde Holmboe · Aleksander Elde Holmboe | Stany Zjednoczone Michael Earnhart · Brian Bushey · Walker Hall · Will Koch                              |
| 2023 | Whistler              | Norwegia Milla Grosberghaugen Andreassen · Lars Heggen · Tuva Anine Brusveen-Jensen · Mathias Holbæk  | Szwecja Lisa Eriksson · Elias Danielsson · Tove Ericsson · Erik Bergström                            | Włochy Iris De Martin Pinter · Davide Ghio · Nadine Laurent · Aksel Artusi                               |

## Tabela medalowa
Stan po MŚJ 2023
| Miejsce | Państwo           | złote | srebrne | brązowe | ogółem |
| 1.      | Norwegia          | 43    | 33      | 35      | 111    |
| 2.      | Rosja             | 38    | 37      | 23      | 98     |
| 3.      | ZSRR              | 21    | 10      | 11      | 32     |
| 4.      | Niemcy            | 13    | 8       | 12      | 33     |
| 5.      | Szwecja           | 13    | 20      | 11      | 48     |
| 6.      | Finlandia         | 6     | 10      | 14      | 30     |
| 7.      | Włochy            | 6     | 9       | 13      | 28     |
| 8.      | Francja           | 3     | 3       | 5       | 11     |
| 9.      | Stany Zjednoczone | 3     | 1       | 1       | 5      |
| 10.     | NRD               | 2     | 5       | 3       | 10     |
| 11.     | Japonia           | 2     | 2       | 2       | 6      |
| 12.     | Kazachstan        | 1     | 4       | 2       | 7      |
| 13.     | Czechy            | 1     | 3       | 4       | 8      |
| 14.     | Austria           | 1     | 2       | 3       | 6      |
| 15.     | Czechosłowacja    | 1     | 0       | 2       | 3      |
| 16.     | Bułgaria          | 1     | 0       | 0       | 1      |
| 16.     | Estonia           | 1     | 0       | 0       | 1      |
| 18.     | Szwajcaria        | 0     | 2       | 5       | 7      |
| 19.     | Kanada            | 0     | 2       | 3       | 5      |
| 20.     | Słowacja          | 0     | 2       | 1       | 3      |
| 21.     | Korea Południowa  | 0     | 2       | 0       | 2      |
| 22.     | Rumunia           | 0     | 1       | 0       | 1      |
| 23.     | Polska            | 0     | 0       | 1       | 1      |